# Hertelendy Miklós (huszártiszt, 1813–1877)
Hertelendy Miklós (1813. május 2. – 1877. december 4.) huszár ezredes.

## Családja
A Dunántúli nemesi család, Vas vármegyei ágából származott. Édesapja, Hertelendy János (1778-1854), a Császári és Királyi 12. Nádor huszárezred ezredese.

## A forradalom és szabadságharc alatt
1831-ben lett katona, eleinte hadfi, 1846-tól főszázados a 6. huszárezredben. 1848 szeptemberétől vesz részt a Josip Jelačić elleni harcokban. Október 17-től őrnagy. Több csatában is hős, Perczel Mór is elismerte ezt, ezért a nyilvánosság előtt is többször dicsérte. 1849 február 16 -tól ezredes, május 26-tól 4 hetes szabadságát tölti Balatonfüreden, majd az újonnan alakuló 19. huszárezred szervezésével bízzák meg. 1849. október 3-án Komáromi várban letette a fegyvert. 

## Nagy csatái
- Pákozdi csata
- Szolnoki csata
- Ceglédi csata

## A szabadságharc után
Miután a fegyvert letette, menlevelet kapott. Apósához, Kemeneshőgyészre költözött. Élete további részében Magyargencsen gazdálkodott. 1867-68-ban tagja volt a Vas megyei honvédegyletnek. Haláláig Vas megyei birtokán élt.

## Emlékezete
Magyargencsen utcát neveztek el róla. 
Sírján ez olvasható: Itt nyugszik Hertelendi HERTELENDY MIKLÓS huszár ezredes, szül. 1813. május 2. meghalt 1877. dec. 4. A felejthetetlen jó atya emlékére emelték hálás gyermekei. Béke hamvaira!